# Christian Friedrich Deiker
Christian Friedrich Deiker (* 18. März 1792 in Hanau; † 14. Mai 1843 in Wetzlar) war ein deutscher Zeichenlehrer, Miniatur- und Porträtmaler.

## Leben
Deiker begann seine Ausbildung 1807 in der staatliche Zeichenschule in Hanau bei Conrad Westermayr. 1810 nahm er ein Studium an der Kunstakademie Kassel auf, wo er Unterricht bei Andreas Range, Johann Christian Ruhl und Ernst Friedrich Ferdinand Robert hatte. 1813/14 erfolgten Studienreisen nach Berlin und Stettin, im darauf folgenden Jahr eine Reise über Hamburg, Lübeck nach Riga und zurück über Memel, Königsberg und Danzig nach Stettin. Von 1818 bis 1821 war er Hofmaler des Landgrafen Friedrich V. von Hessen-Homburg. Zu seinen Schülern zählten unter anderem sein Sohn Johannes Christian, wohl auch der jüngere Sohn Carl Friedrich. 1827 hielt er sich in Paris auf, 1833 als Porträtmaler in Manchester.